# Shiro Kuramata
Pour les articles homonymes, voir Kuramata.
Shiro Kuramata (倉俣 史朗, Kuramata Shirō) est un designer japonais, né le 29 novembre 1934 à Tōkyō et décédé le 1er février 1991.

## Biographie
Il poursuit des études d'architecture à Tokyo puis de design à l'École de design Kuwasawa. En 1965, Kuramata fonde son propre atelier de design, le Kuramata design Office. Au cours des années 1970 et 1980, Kuramata travaille comme architecte d'intérieur et designer de mobilier.
Proche d'Ettore Sottsass, Shiro Kuramata participe au Groupe de Memphis pour lequel il dessine quelques meubles. Il crée également des boutiques pour Issey Miyake à Paris, Tokyo et New York. En 1988, Kuramata s'installe à Paris où il fonde son atelier de design.
Il est fait chevalier des Arts et des Lettres en 1990. Reconnu comme un des plus grands designers du XXe siècle, ses créations font désormais partie des collections des grands musées (MoMA, musée des arts décoratifs de Paris, etc.)

## Distinctions
- Chevalier de l'ordre des Arts et des Lettres (1990)

## Son œuvre

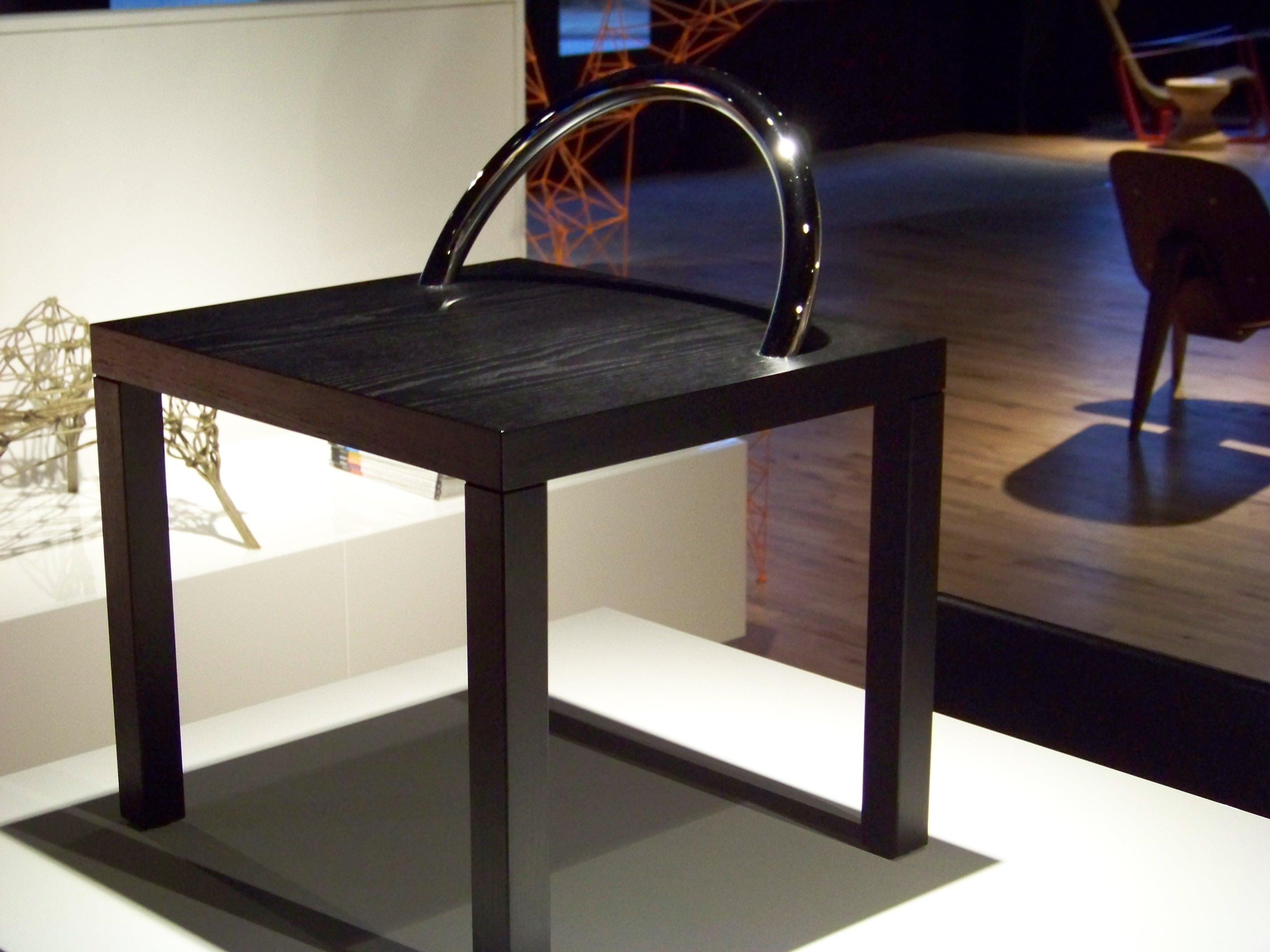
Tabouret Ko-Ko

Le style de Shiro Kuramata est fait d'humour et de poésie alliés à une recherche de légèreté et de minimalisme. Son travail sur la transparence et la lumière en fait un précurseur : en 1969, il dessine une table lumineuse en acrylique ; en 1976, il crée Glass Chair, une chaise entièrement en verre ; en 1988, il dessine le fauteuil Miss Blanche essentiellement en matière plastique transparente incluant des pétales de roses (inspiré du chemisier orné de roses rouges de Vivien Leigh dans Un tramway nommé Désir). Le fauteuil How High the Moon (1986) fabriqué en résille métallique, participe de la même recherche de transparence et d'immatérialité.
Le travail de Kuramata est également fortement influencé par des artistes contemporains abstraits comme Piet Mondrian (fauteuil Glass Chair) ou Donald Judd (fauteuil Sedia Seduta).

## Réalisation marquantes
La production de Shiro Kuramata est essentiellement constituée de séries limitées et rares :
- Fauteuil Glass Chair (1976)
- Commodes Side 1 / Side 2 (1970), Cappellini
- Table Twilight Time (1985), XO
- Fauteuil How High the Moon (1986), Vitra
- Fauteuil Miss Blanche (1988)

Du fait de leur rareté, les créations de Kuramata atteignent des prix élevés dans les ventes aux enchères : ainsi un fauteuil Miss Blanche s'est vendu 46 000 £ en 1997 et un tabouret en acrylique Feather stool 40 000 $ en 2005.